# Стефан Яръмов
Стефан Харалампиев Яръмов е български футболист и треньор по футбол. От 2003 г. е мениджър и отговаря за селекцията в Академия Литекс.
Син е на спортния журналист и баскетболист Харалампи Яръмов. Като състезател играе на поста вратар и носи екипите на „Бдин“ (Видин), НСА и „Академик“ (София). През 1986 г. завършва Националната спортна академия със специалност „Футбол“.
От същата година до 1989 г. води детски и юношески формаци в родния „Бдин“. През сезон 1989-90 е помощник на Стефан Грозданов в Б група, с когото видинчани завършват на 4-то място. През 1991 г., едва 29-годишен, става старши треньор на „Бдин“ в обединената Б група и го води цели 10 години, като налага в първия отбор млади футболисти като Даниел Боримиров, Пламен Пасков, Росен Кирилов, Милен Радуканов, Мартин Станков, Алексей Дионисиев, Пламен Русинов и др., стигнали впоследствие до младежкия и мъжкия национален отбор по футбол на България. За последно води през сезон 1999-00 г. обединения отбор на „Бдин-Кремиковци“, с който завършва на 6-о място в единната Б група.
През март 2003 г. приема поканата на Гриша Ганчев и преминава на работа в „Литекс“ (Ловеч) като мениджър на детско-юношеската школа. Играе солидна роля в изграждането на Академия Литекс, като работи последователно с френския методист Робен Боавен, нидерландеца Ян Деркс, а в последните години и с Ферарио Спасов, с когото записват най-големите успехи на Академията. През декември 2008 г. тандемът Яръмов - Спасов е поканен от мениджърското звено на „Реал“ (Мадрид) и в продължение на седмица се запознават с дейността и методиката на работа в Академиите на „Реал“, „Атлетико“ (Мадрид) и „Леганес“.
Има голям принос за големия брой национални състезатели, както и спечелените шампионски титли и отличия от Академия Литекс.
От 6 юни 2016 до 2018 г. е директор на ДЮШ на ЦСКА (София). От 2018 г. до 2019 е мениджър на ДЮШ на ЦСКА (София). От 2020 година е директор на ДЮШ на Барокко Спорт.
Негова дъщеря е волейболистката и спортна журналистка Елена Яръмова.